# Saltar i parar

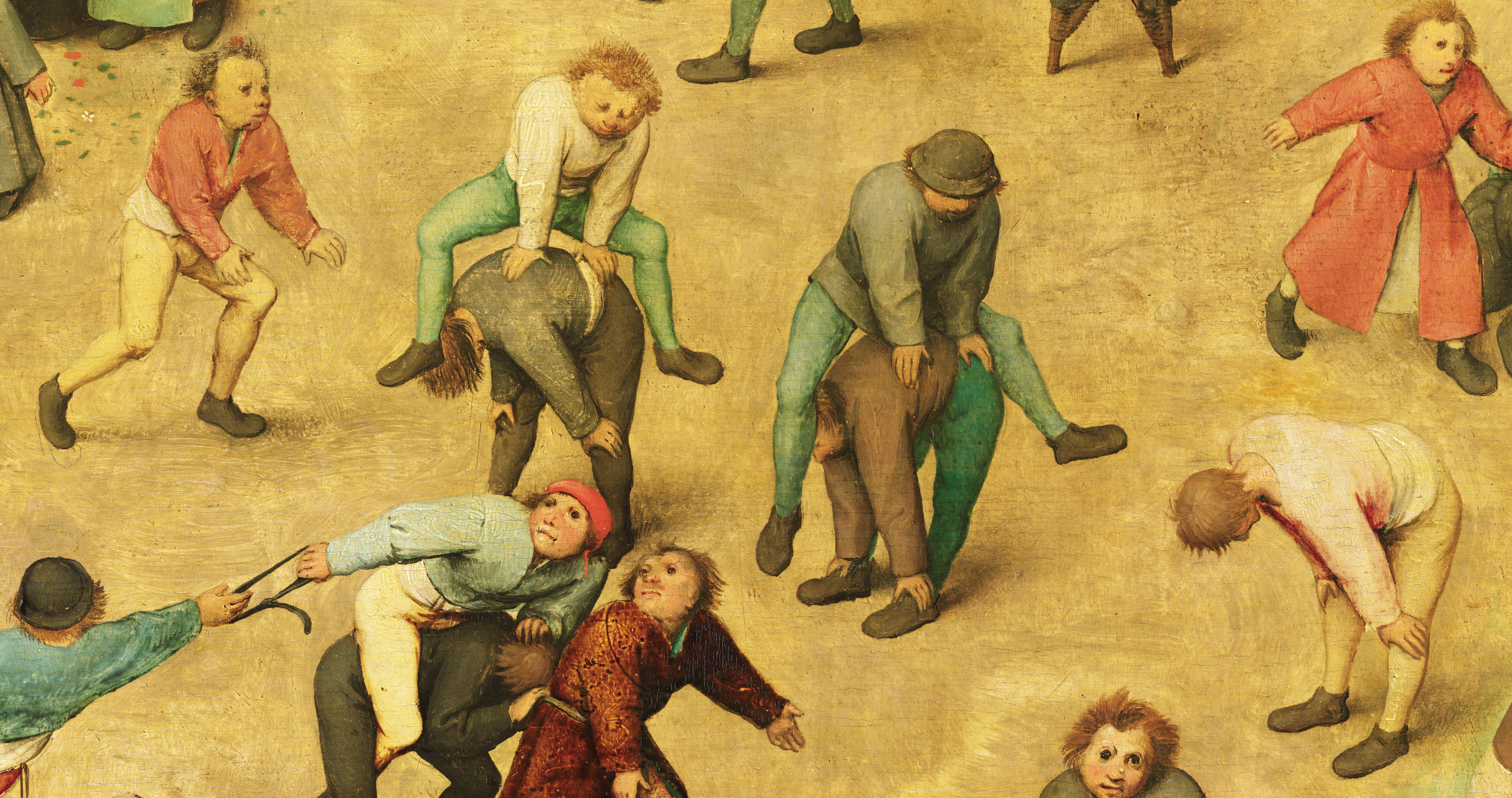
Mainada que juga a saltar i parar a Bruegel els jocs dels nens

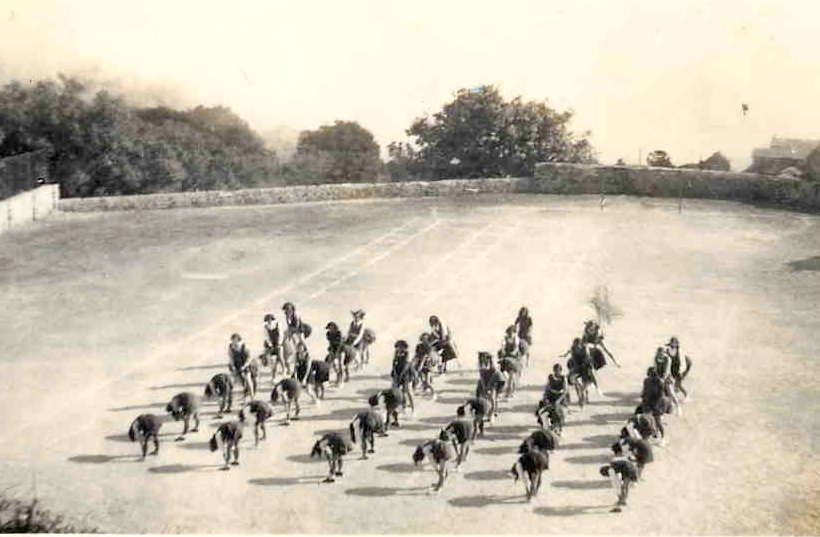
Un joc de saltar i parar a l'escola de noies a Mussoorie, a l'Índia

Saltar i parar és un joc de nens en el qual cada jugador salta per damunt l'esquena o les espatlles dels altres prèviament ajupits. Hi ha una variant per a jugar amb menys jugadors en la qual cada jugador s'ajup un cop ha saltat sobre l'esquena de l'altre, protegint-se el clatell o no, i així contínuament. El nombre de jugadors no és fixat.

## Noms populars
En valencià rep els noms de saltacavalls, saltacabreta, píndola (deformació del castellà Pídola), saltaescambrilla, saltacabrilla. També es coneix amb altres noms: saltacabreta, saltacabretes, saltacavall, saltacavalls, saltapilars, cavall salt, salt de la (mia) mula o passagim(s).

## Història
Els jocs d'aquesta classe han rebut diferents noms com en testimonia l'anglès. El joc era també jugat a les colònies d'Amèrica. Molt practicat als cursos de recreació de les escoles a partit del S. XIX aquest joc ha estat progressivament reemplaçat per jocs més perfeccionats com (saltar a la corda, la xarranca, o baletes…)

## Regles
El primer participant descansa les mans en els seus genolls i es corba cap endavant. És un joc esportiu de nens qui consisteix a saltar successivament per damunt de tots els companys inclinats cap endavant. Els jugadors es relleven de la manera següent: els primers abaixen el cap formant una línia, i els darrers passen saltant per damunt d'ells, posant les mans sobre llur esquena. Quan el darrer jugador ha saltat per damunt del penúltim, aquest s'aixeca i salta al seu torn per damunt els qui el precedeixen, i així consecutivament.

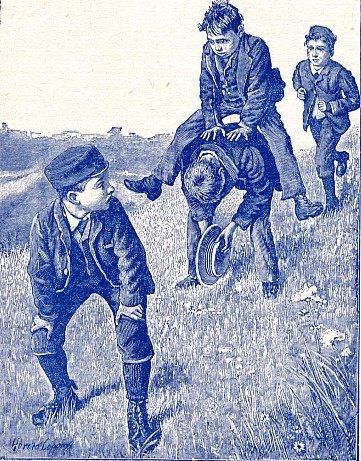
Nens juguen a saltar i parar

## Noms en altres llengües
En occità aquest joc és anomenat sauta-cavalet, cavaleta, passa-gent, botelhon, pachichin, en gascó sauta-craba, saut de moton, sauta-l'i, pati-vòli, passem, gimbalet (jugar a ~ : har a sautacraba, a guiròt-sauta, a passacan, a passalís), en provençal sautachin, copatèsta m., cavaleta, llemosí sauta-l'i, sauta-anguila o sautachin ("salta-gos"), en alvernès sauta-genest, en alpí sauta-moton, saut-borrelet, en italià la cavallina ("l'egua"), en francès saute-mouton ("salta xai") o quan es fa en grup coupe-tête ("talla-cap"), en espanyol pídola, en portuguès carniça o eixo-badeixo, en romanès capra ("cabra"), en holandès "bockspringen" ("salt de cabró") o "haasje-over" (literalment "saltar per damunt").
A l'Índia és conegut com a "Aar Ghodi Ki Par Ghodi" ("salt de cavall").
A la Xina es coneix com a 跳山羊 ("salt de cabra) i es juga per parelles. Un jugador, que fa "la cabra", salta per sobre de l'esquena de l'altre jugador, que fa el paper de la "roca" o "muntanya". Després canvien de paper i la "roca" puja l'esquena una mica cada vegada que canvia. Els dos jugadors continuen de jugar fins que la cabra falla en saltar la roca o muntanya. A la cultura filipina, un joc similar es diu luksóng báka (literalment "salt de vaca"), en què la "cosa" recolza les mans sobre els genolls i s'inclina, i després els altres jugadors, successivament, posen les mans a l'esquena de la "cosa" i salten a cavall tenint les cames separades de banda i banda del qui fa de cavall; qui toqui qualsevol part del cos de la "cosa" amb les cames esdevé la "cosa".
En les versions coreanes i japoneses (말뚝박기 respectivament "martell piló" i 馬跳び うまとび umatobi, "salt de cavall"), un jugador salta per les espatlles o l'esquena dels altres jugadors que s'inclinen prou ajuntats per a formar una línia contínua, provant de fer que la línia s'ensorri sota el pes dels qui salten.